# Derek Morgan
Derek Morgan es un personaje de ficción de la serie de drama criminal  Mentes Criminales , interpretado por Shemar Moore. Morgan se especializa en la fijación y en comportamientos obsesivos. Él es un agente especial de la Unidad de Análisis de Conducta del FBI, (aunque se ha desempeñado como jefe  provisional de la unidad provisional para Aaron Hotchner), y apareció por primera vez en la serie en el episodio piloto "Extreme Aggressor", que se transmitió originalmente el 22 de septiembre de 2005.